# Костадин Джатев
Костадин Иванов Джатев е български политик от Българската комунистическа партия.

## Биография
Роден е на 1 март 1932 г. в Симитли. От 1951 г. работи като фрезхобелист в Завода за металорежещи машини в София. От 1954 г. е член на БКП. Член е на партийния комитет при Научно-производствения комплекс „Завод за металорежещи машини“, на Коларовския районен комитет и на Градския комитет на БКП в София. Секретар на обществени начала на ЦК на Профсъюза на работниците в машиностроенето. От 1986 до 1989 г. е член на Държавния съвет на Народна република България. От 1976 до 1981 г. е член на Централната контролно-ревизионна комисия, а от 1981 до 1990 г. е член на ЦК на БКП. Награждаван с орден „Георги Димитров“ (1971) и е два пъти носител на почетното звание „Герой на социалистическия труд“ (указ № 1890 от 8 октомври 1975 и указ № 1010 от 28 март 1986).